# Bach millionnaire
Pour plus de détails, voir Fiche technique et Distribution.
Bach millionnaire est un film français réalisé par Henri Wulschleger, sorti en 1933.

## Fiche technique
- Titre : Bach millionnaire
- Réalisation : Henri Wulschleger
- Scénario : d'après la pièce de Louis Bénière (Papillon, dit Lyonnais le juste)
- Dialogues : Henri Jeanson
- Photographie : Henri Gondois, René Guichard et Scarciafico Hugo
- Son : Marcel Wendling
- Musique : Vincent Scotto et Géo Sundy
- Production : Les Films Alex Nalpas
- Pays de production :  France
- Langue : Français
- Format : Noir et blanc — 35 mm — 1,37:1 — Son : Mono
- Genre : Comédie
- Durée : 97 minutes
- Dates de sortie : 
  - France : 22 décembre 1933

## Distribution
- Bach : Papillon
- Germaine Charley : Mme Vérillac
- Georges Tréville : M. Vérillac
- Roger Tréville : le marquis de Sandray
- Simone Héliard : Jeanine
- Charles Montel : Jules
- Sinoël : le notaire
- Jean-François Martial : Pernu
- Germaine Aussey : Louise de Sandray
- Albert Broquin : le garde-chasse
- Suzanne Micheline : Balbine
- Le Petit Patachou : le petit Totor
- Cécile Barette
- Wanda Barcella
- Émile Saint-Ober
- Jean Ayme
- Andrée Pasty